# Maja (mitologia grecka)

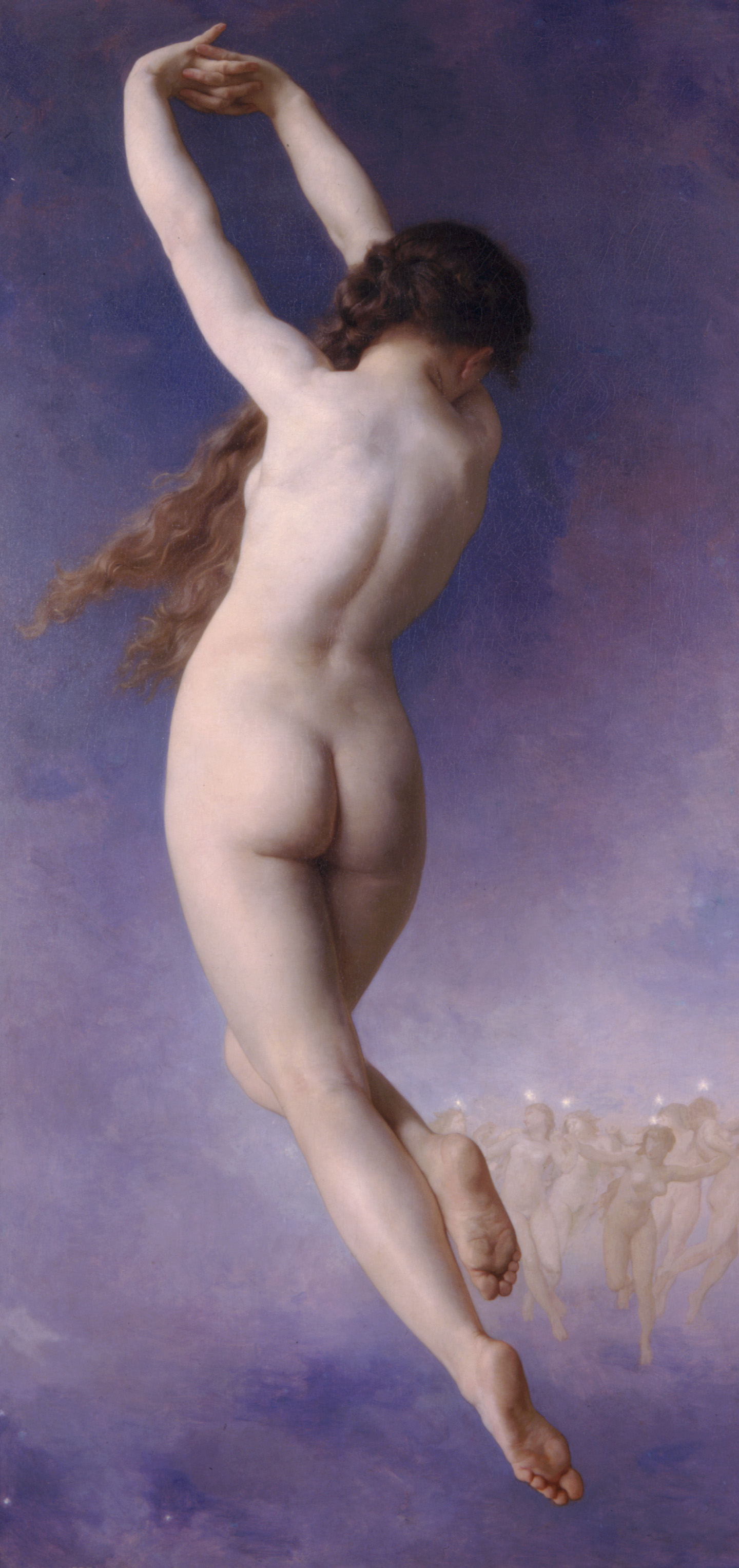
William-Adolphe Bouguereau: L'Etoile Perdue (Zaginiona gwiazda), 1884, prywatna kolekcja

Maja (gr. Μαῖα Maia, łac. Maea, Maia) – w mitologii greckiej nimfa góry Kyllene w Arkadii, najstarsza z siedmiu Plejad.
Uchodziła za córkę tytana Atlasa i Okeanidy Plejone (lub Okeanidy Ajtry; według jednego przekazu Sterope). Była siostrą Alkione, Elektry, Kelajno, Merope, Sterope, Tajgete, a także Hiad i Hyasa.
Ze swoim kochankiem, bogiem Zeusem, miała syna Hermesa, boskiego posłańca. Opiekowała się Arkasem po śmierci Kallisto.
Mityczna Maja jest identyfikowana z gwiazdą Mają w Plejadach, w gwiazdozbiorze Byka. Na niebie sąsiaduje z Hiadami (gromadą otwartą gwiazd w gwiazdozbiorze Byka) i konstelacją Oriona, które są z nią mitologicznie powiązane.